# Agave celsii
Agave celsii és una planta fanerògama monocotiledònia que pertany a la família de les Asparagàcies. Normalment se la coneix també pel nom del seu sinònim Agave mitis (Mart). Es troba dins de la categoria de plantes suculentes dit d'aquelles plantes que tenen òrgans vegetals amb una gran quantitat de teixits aqüífers, la qual cosa fa que siguin molt gruixuts. És originària de Mèxic (Amèrica del Nord), és una planta perenne.

## Descripció
Agave celsii és acaulescent, és a dir, no té una tija pròpiament dita, és cespitosa (vol dir que rebrota abundosament fent una gespa) fins a 90 cm d'alçada. Les fulles són en roseta, unes 20 a 30, lanceolades, oblongues (allargades), oblongo-el·líptiques o ovades, de 28 a 65 cm de llarg, d'11 a 12 cm d'ample, flexibles, llises, de color verd clar, llustroses; marges serrulats, grocs o vermellosos; dents triangulars, simples o bicuspidats, 1 a 3 mm de largo, presents en tot el marge excepte a prop de l'àpex; espina terminal cònica marró, 3 a 20 mm de llarg. Inflorescència en forma d'espiga, fins a 3 m d'alçada.

## Distribució i Hàbitat
Acostumen a créixer en terrenys àrids adoptant similituds morfològiques amb altres plantes (com les yuques, les nolinàcies o les dracaenes) degut a viure en un ambient similar més aviat àrid amb escassetat d'aigua.

## Cultiu
Es planta tant a ple sol com en zones d'ombra parcial. Poden resistir gelades.